# Nekrasove, Krasnohvardiiske
Nekrasove (în ucraineană Некрасове) este un sat în comuna Rivne din raionul Krasnohvardiiske, Republica Autonomă Crimeea, Ucraina.

## Demografie
Componența lingvistică a localității Nekrasove
     Rusă (50,69%)
     Tătară crimeeană (31,98%)
     Ucraineană (13,56%)
     Alte limbi (0,5%)
Conform recensământului din 2001, majoritatea populației localității Nekrasove era vorbitoare de rusă (50,69%), existând în minoritate și vorbitori de tătară crimeeană (31,98%) și ucraineană (13,56%).